# Neuhaus (Oste)
Neuhaus (Oste) – miasto (niem. Flecken) w Niemczech, w kraju związkowym Dolna Saksonia, w powiecie Cuxhaven, wchodzi w skład gminy zbiorowej Land Hadeln. Do 31 października 2016 należało do gminy zbiorowej Am Dobrock.